# Paruraecha submarmorata
Paruraecha submarmorata là một loài bọ cánh cứng trong họ Cerambycidae.